# Voit Peak
Der Voit Peak ist ein etwa 750 m hoher Berg an der Loubet-Küste des Grahamlands im Norden der Antarktischen Halbinsel. Er ragt zwischen dem Drummond- und dem Hopkins-Gletscher auf.
Luftaufnahmen entstanden zwischen 1956 und 1957 bei der Falkland Islands and Dependencies Aerial Survey Expedition. Das UK Antarctic Place-Names Committee benannte den Berg 1960 nach dem deutschen Physiologen Carl von Voit (1831–1908), der 1881 mit Physiologie des allgemeinen Stoffwechsels und der Ernährung ein Standardwerk zum menschlichen Bedarf an Nahrungsenergie verfasst hatte.